# Direzione (geometria)
In geometria la direzione è la giacitura di una retta, ovvero la retta ad essa parallela e passante per l'origine del sistema di riferimento. A differenza del significato usuale del termine la direzione è priva di verso, cioè di orientamento. Ad esempio ognuna delle coppie destra-sinistra, alto-basso, avanti-indietro individua una direzione.
Un fascio di rette parallele è caratterizzato dalla direzione comune a tutte le rette del fascio. Nello spazio proiettivo queste rette si incontrano in un punto all'infinito, che corrisponde alla direzione fissata. Questo punto (e la direzione che esso individua) viene chiamato punto improprio in geometria descrittiva.
In matematica un vettore è caratterizzato da una direzione, un verso e un'intensità.
La direzione (istante per istante) di un punto che si muove su una curva è individuata dalla derivata dello spostamento del punto nel tempo ed è indipendente dalla velocità o dal verso di percorrenza.